# Jonas Harrow
Jonas Harrow es un supervillano ficticio que aparece en los cómics estadounidenses publicados por Marvel Comics. El personaje generalmente se representa como un enemigo de Spider-Man.

## Historial de publicaciones
La primera aparición de Jonas Harrow fue en The Amazing Spider-Man # 114 (octubre de 1972), y fue creado por Gerry Conway y John Romita Sr. Conway relató que la idea del personaje "se derivó de la primera historia de Spider-Stalker [sic; Conway se está refiriendo a la historia de Spider-Slayers de The Amazing Spider-Man # 25], con el científico que le proporciona a Jonah una máquina para atacar al mismo Spider-Man. Pensé: 'Extendamos eso. ¿Qué pasa si hay un tipo por ahí que básicamente proporciona los bienes para estos tipos? También me di cuenta de que muchos de los villanos de Spidey, a menos que hubieran sido científicos, no iban a pensar en esto por sí mismos ... Pensé en Jonas Harrow como un Tony Stark para los malos".
El personaje aparece posteriormente en The Amazing Spider-Man #126 (noviembre de 1973), #204 (mayo de 1980), #206 (julio de 1980), #219 (agosto 1981), Spider-Man: Hobgoblin Lives #1-2 (enero–febrero de 1997), New Avengers #33 (octubre de 2007), House of M: Avengers #1 (enero de 2008), y Spider-Man: Brand New Day - EXTRA!! (septiembre de 2008).
Jonas Harrow recibió una entrada en el Manual oficial totalmente nuevo del Universo Marvel AZ # 5 (2006).

## Biografía del personaje ficticio
Hace más de dos décadas, Jonas Harrow fue deshonrado como cirujano y expulsado de la profesión médica por experimentos poco ortodoxos. Al encontrarse con un criminal casi muerto en Bowery, Harrow, entreteniendo esperanzas a medias de redención, cibernéticamente restauró al criminal, que se convirtió en el gánster Hammerhead. Harrow se deslizó más profundamente en la investigación del inframundo, finalmente buscando tecnología de control mental.
En los últimos años, Harrow mejoró a los criminales a un estado sobrehumano por una tarifa, el desventurado Megavatio su primer sujeto conocido. Cuando Hammerhead saltó a la fama, Harrow observó las batallas de su expaciente con Spider-Man, a quien percibió como un desafío. Él mejoró a otro criminal, Canguro (Frank Olver), quien despreciaba ingratamente los esquemas de Harrow. Harrow continuó brindando servicios a villanos como Láser Viviente pero cuando Will o' the Wisp buscó la eliminación de su poder, Harrow implantó un dispositivo quirúrgico para extorsionarlo.
Cuando el Wisp se rebeló mientras luchaba contra Spider-Man, el dispositivo de Harrow lo disipó temporalmente. Utilizando información robada, Harrow desarrolló un "rayo variador" para controlar las emociones humanas. Ahora obsesionado con Spider-Man, probó el dispositivo en el enemigo designado por el héroe, el editor de Daily Bugle, J. Jonah Jameson, a quien condujo a un colapso nervioso. Regodeándose, Harrow amplió el alcance del rayo a las víctimas, solo para que Spider-Man localizara y destruyera el rayo. Sin desanimarse, Harrow desafió a Spider-Man a confrontarlo, pero fue derrotado con un solo golpe. Sentenciado a la prisión de la Isla Ryker, Harrow se enteró de que el recluso Armand DuBroth estaba chantajeando al Warden Percy Rue para que permitiera que DuBroth utilizara la prisión como una base de actividades criminales, incluida la liberación de súper villanos seleccionados. Harrow y Gárgola Gris se convirtieron en los últimos beneficiarios del esquema de DuBroth, pero Spider-Man expuso la operación. Harrow fue desconocido durante años, aunque algunos sospecharon incorrectamente de él que era el Hobgoblin.
Harrow aceptó un contrato de Roxxon Oil para crear soldados automáticos sintéticos; con este fin, nuevamente extorsionó los delitos industriales de Will O'The Wisp. En busca subrepticia de la ayuda de Spider-Man, el Wisp se encontró con el clon del héroe Ben Reilly, quien retiró el implante de Harrow cuando el Wisp asumió una forma intangible, pero no antes de que Harrow obligara a su gato a liberar a Hombre Dragón de la custodia. Cuando Harrow dirigió remotamente al poderoso androide hacia él, Reilly y el Wisp lo siguieron y destruyeron la base de Harrow.
Evadiendo la captura, Harrow estudió al Hombre Dragón en una instalación subterránea, pero un ataque subterráneo del vampírico Bonham y sus seguidores liberaron accidentalmente la carga de Harrow, que se estrelló en la batalla que las fuerzas de Bonham libraron contra She-Hulk y la Cosa. Expuesto durante la refriega y arrestado, Harrow pronto estuvo en libertad, distribuyendo armas avanzadas en el mercado negro para financiar experimentos nuevos e inhumanos. Experimentando dolores en el pecho, Harrow llamó por asistencia médica de emergencia antes de colapsar, pero los robots y cyborgs que defendieron su instalación expulsaron a los rescatistas. Reclutado para penetrar las defensas, Iron Fist escoltó al científico afectado para recibir tratamiento y volver a arrestarlo.
Jonas Harrow fue contratado por la Capucha para tomar ventaja de la división en la comunidad de superhéroes causada por la Ley de Registro de Sobrehumano. Ayudó a inventar un dispositivo de drenaje basado en un prototipo hecho por Iron Man. Cuando la Capucha perdió sus poderes después de ser derrotado por los Nuevos Vengadores, Harrow intentó usar el escurridor de poder como moneda de cambio para reemplazar a Capucha entre la Camarilla de Norman Osborn. Osborn llamó a Harrow para operar a Luke Cage, y secretamente coloca una bomba en miniatura en el corazón de Cage. Sin embargo, Capucha pronto regresó, con nuevos poderes otorgados por las nórdicas Piedras Norn, y le arranca la cabeza a Harrow con una sola bala mágicamente cargada. Su muerte sirvió como advertencia a cualquier villano de su lado que intentara traicionarlo.

## Poderes y habilidades
Jonas Harrow es un genio cirujano, genetista, cibernético y maquinista. Requiere medicación para una afección cardíaca.

## Otras versiones

### House of M
- En la realidad de House of M, Jonas Harrow aparece en un flashback y estuvo entre los científicos (junto con Michael Morbius y Farley Stillwell) que experimentaron con Luke Cage.[10]